# Knock Nevis
Knock Nevis er en tidligere supertanker ejet af norske First Olsen Tankers Pte. Ltd., men indregistreret i Singapore. Skibet var tidligere ejet af Loki Stream AS og sejlede under navnene Seawise Giant (1979-1989), Happy Giant (1989-1991) og Jahre Viking (1991-2004). Det var verdens længste skib og lå i perioden fra den 30. november 2004 til 2009 fast i oliefeltet Al Shaheen i den Persiske Golf, som FSO (floating storage and offloading unit) for Maersk Oil i Qatar.
Skibet blev solgt til indiske ophuggere i 2009 og blev omdøbt til MONT. Den tog ud på sin sidste rejse i december 2009 og blev efter toldbehandling forsætligt strandet ved Alang, Gujarat i Indien til ophugning.